# Fussball Club Südtirol 2011-2012
Questa pagina raccoglie le informazioni riguardanti il Fussball Club Südtirol nelle competizioni ufficiali della stagione 2011-2012.

## Stagione
Nella stagione 2011-2012 il Südtirol (definitivamente trasferito a Bolzano, anche a livello di sede legale) ha disputato il girone A del campionato di Lega Pro di Prima Divisione, classificandosi in settima posizione con 46 punti. Il torneo è stato vinto con 62 punti dallo Spezia che ha ottenuto la promozione diretta in Serie B, la seconda promossa è stato la Virtus Lanciano che ha vinto i playoff.

## Divise e sponsor
Lo sponsor tecnico Mass propone una nuova maglia interna, bianca con colletto, "spalline" asimmetriche (la sinistra prosegue sulla manica verso l'ascella) e fianchi rossi; gli inserti rossi sono evidenziati da un'outline grigia.
I marchi impressi sulle divise sono Duka e Südtirol ("marchio ombrello" territoriale).
| Casa |

## Rosa
| N. |                      | Ruolo | Calciatore         |
| -- | -------------------- | ----- | ------------------ |
|    | Italia (bandiera)    | A     | Thomas Albanese    |
|    | Italia (bandiera)    | C     | Michael Bacher     |
|    | Italia (bandiera)    | C     | Amedeo Calliari    |
|    | Italia (bandiera)    | A     | Vincenzo Calì      |
|    | Italia (bandiera)    | C     | Alessandro Campo   |
|    | Italia (bandiera)    | D     | Pietro Cascone     |
|    | Argentina (bandiera) | A     | Franco Chiavarini  |
|    | Italia (bandiera)    | A     | Matteo Chinellato  |
|    | Italia (bandiera)    | A     | Nicola Ferrari     |
|    | Italia (bandiera)    | C     | Hannes Fink        |
|    | Italia (bandiera)    | A     | Manuel Fischnaller |
|    | Italia (bandiera)    | D     | Luca Franchini     |
|    | Italia (bandiera)    | C     | Alessandro Furlan  |

| N. |                    | Ruolo | Calciatore            |
| -- | ------------------ | ----- | --------------------- |
|    | Italia (bandiera)  | A     | Niccolò Giannetti     |
|    | Italia (bandiera)  | D     | Alessio Grea          |
|    | Italia (bandiera)  | P     | Alessandro Iacobucci  |
|    | Italia (bandiera)  | D     | Simone Iacoponi       |
|    | Italia (bandiera)  | D     | Hannes Kiem           |
|    | Italia (bandiera)  | D     | Matteo Legittimo      |
|    | Italia (bandiera)  | D     | Marco Martin          |
|    | Polonia (bandiera) | P     | Michał Miśkiewicz     |
|    | Italia (bandiera)  | A     | Daniel Pfitscher      |
|    | Italia (bandiera)  | C     | Luca Santonocito      |
|    | Italia (bandiera)  | A     | Andrea Schenetti      |
|    | Italia (bandiera)  | D     | Massimiliano Tagliani |
|    | Italia (bandiera)  | C     | Francesco Uliano      |